# Enrique Guaita
Enrique Guaita (Lucas González, 11 juli 1910 – Buenos Aires, 18 mei 1959) was een Italo-Argentijns voetballer.
Guaita begon zijn carrière bij Estudiantes. Hij maakte deel uit van de befaamde aanvalslinie Los Profesores samen met Alberto Zozaya, Alejandro Scopelli, Miguel Ángel Lauri en Manuel Ferreira. In 1933 verkaste hij naar het Italiaanse AS Roma. In het seizoen 1934/35 scoorde hij 29 keer op 29 wedstrijden, waarmee hij topschutter werd. In de zomer van 1935 beëindigde hij zijn carrière in Italië abrupt om zo te vermijden opgeroepen te worden als militair in de dreigende Italiaans-Ethiopische Oorlog. Hij ging in Argentinië voor Racing Club spelen en beëindigde zijn carrière bij Estudiantes.
Guaita is een van de twaalf spelers die in zijn carrière voor zowel Italië als Argentinië speelde. Dit kon omdat zijn ouders Italiaanse emigranten waren. Hij werd opgenomen in de Italiaanse selectie voor het WK 1934 in Italië. Hij speelde vier wedstrijden en scoorde in de halve finale tegen Oostenrijk het winnende doelpunt.
Hij overleed op 48-jarige leeftijd.
Cavanna ·
Combi  ·
Masetti ·
Allemandi ·
Caligaris ·
Monzeglio ·
Rosetta ·
Bertolini ·
Castellazzi ·
Ferraris ·
Monti ·
Pizziolo ·
Varglien ·
Arcari ·
Borel ·
Demaría ·
Ferrari ·
Guaita ·
Guarisi ·
Meazza ·
Orsi ·
Schiavio ·
Coach: Pozzo